# Opera collettiva
Le opere collettive sono opere formate mediante l'unione di lavori o frammenti di lavori di autori diversi e riuniti da un coordinatore con un determinato scopo.  
L'opera collettiva è una tipologia specifica di opera complessa. Si caratterizza per essere realizzata da più autori, i quali possono utilizzarla separatamente benché risulti una creazione unica.
Le opere collettive sono per lo più a carattere scientifico, didattico o divulgativo. Classici esempi sono le enciclopedie, le riviste, i giornali e le antologie.

## Definizione nel diritto italiano
Il diritto d'autore è regolamentato dalla Legge 22 aprile 1941, n. 633 . Di seguito si riportano i riferimenti agli articoli di legge di maggior rilevanza. 
Come recita l'Art. 3 della Legge sul diritto d'autore, per le opere collettive valgono le stesse norme che proteggono le opere originali:
La caratteristica che contraddistingue un'opera collettiva è non tanto la raccolta o la riunione di opere autonome, quanto l'organizzazione di un complesso progetto, la scelta dei collaboratori e l'organizzazione e la direzione dell'attività creativa volta ad attuare il progetto stesso.

### Autore
A tale proposito l'Art. 7 della legge sul diritto d'autore considera autore dell'opera colui che organizza e dirige la creazione della stessa:
Quello che caratterizza l'opera collettiva non è tanto l'elemento strutturale, quanto la coesistenza di due livelli creativi: quello dei singoli contributi che compongono l'opera e quello dell'ideazione dell'opera totale e della scelta e coordinamento dei contributi o dell'organizzazione e direzione dell'attività creativa svolta dai collaboratori.

### Collaboratori
Anche le singole parti dell'opera collettiva sono considerate come opere creative, per cui il diritto di singola utilizzazione spetta ad ogni singolo creatore dell'opera. Ciò è dichiarato al comma 2 dell'Art. 38 della legge sul diritto d'autore affermando:
Inoltre l'Art. 38 dispone anche che nell'opera collettiva, salvo patto contrario,  
dove per editore si intende la persona fisica o giuridica che assume il rischio economico e sostiene i costi imposti dalla creazione e dalla pubblicazione dell'opera.
Nell'ambito di tali opere bisogna dunque distinguere tre soggetti titolari di diritti distinti: l'autore, ovvero colui che organizza e dirige la creazione dell'opera, l'editore che è invece titolare dei soli diritti di utilizzazione economica e i singoli autori delle parti dell'opera a cui spettano i diritti sulle medesime parti.

### Riutilizzo
L'Art. 42 consente l'utilizzo del singolo frammento da parte dell'autore purché venga indicata l'opera collettiva da cui è tratto, nonché la data di pubblicazione:

## Durata del diritto
A differenza delle opere indicate dall'articolo 10 della legge del diritto d'autore, per le opere collettive l'Art. 26 stabilisce due ipotesi per quanto riguarda la durata del diritto.
L'Art. 26 comma I recita che:
L'Art. 26 comma II stabilisce invece che:

## Diritto francese
Nel diritto francese l'opera collettiva è definita dall'articolo 113-2 alinea 3 del [Code de la propriété intellectuelle come l'opera creata sotto l'iniziativa di una persona fisica o morale che la edita, la pubblica sotto la sua direzione e il suo nome, e nella quale la contribuzione personale dei diversi autori partecipanti alla sua elaborazione si fonde nell'insieme in vista della quale è concepita senza che sia possibile attribuire a ciascuno un diritto distinto sull'insieme realizzato.
In pratica l'opera collettiva si definisce grazie a due criteri.
- 1) L'opera deve essere creata a iniziativa e sotto la direzione di una persona fisica o una persona giuridica. Per esempio il repertorio SIREN è considerato un'opera collettiva i cui diritti fanno capo all'INSEE. allo stesso modo uno slogan pubblicitario costituisce un'opera collettiva di cui coloro che lo hanno elaborato in seno ad una agenzia di pubblicità con la partecipazione di tutti i membri senza che sia possibile determinare il singolo creatore che possa invocare diritti sull'opera. La giurisprudenza interpreta in maniera favorevole ai collaboratori: ammette un carattere indiscernibile degli interventi e ritiene che l'opera si deve ritenere collettiva allorché i partecipanti non hanno rivendicato la loro qualità di autori.
- 2) L'opera deve presentare una fusione dei contributi impedendo l'attribuzione ai partecipanti dei loro contributi personali.